# Stal sprężynowa
Stal sprężynowa – stal używana do produkcji resorów, sprężyn i drążków skrętnych. Stale takie charakteryzują się sprężystością oraz wysoką wytrzymałością. Do mechanizmów mało odpowiedzialnych stosuje się stale sprężynowe, które są stalami węglowymi zawierającymi 0,6–0,85% węgla. Przy wytwarzaniu stali na bardziej odpowiedzialne konstrukcje stosuje się stale zawierające dodatki stopowe pierwiastków krzemu (zgodnie z PN oznaczany symbolem S), manganu (G), chromu (H) i wanadu (F) .Większość stali sprężynowych charakteryzuje się podwyższoną zawartością krzemu, który poza odtlenianiem wpływa na sprężystość zahartowanej stali.
Podstawowe rodzaje stali sprężynowych to stale chromowe i stale bez dodatku chromu.
Według Polskiej Normy PN-74/H-84032, stale sprężynowe dzieli się na:
- węglowe – używane są tu stale konstrukcyjne wyższej jakości – 65, 75 i 85.
- grupa stali niechromowych[1]
  - stale niskostopowe manganowe – 65G
  - stale niskostopowe krzemowe – 50S, 45S, 40S2, 50S2, 55S2, 60S2, 60S2A
  - stale niskostopowe manganowo-krzemowe – 60SG
- grupa stali chromowych[1]
  - stale niskostopowe manganowo-krzemowo-chromowe – 60SGH
  - stale niskostopowe chromowo-manganowe – 50HG
  - stale niskostopowe chromowo-krzemowe – 50HS
  - stale niskostopowe chromowo-wanadowe – 50HF

## Umacnianie stali sprężynowej
Własności charakteryzujące stale sprężynowe wynikają z procesu umacniania. Podczas produkcji wcześniej dobrane  materiały na sprężyny poddawane są obróbce cieplnej. Po hartowaniu stali, która zwiększa jej twardość, materiał poddaje się odpuszczaniu średniemu poprzez jej nagrzewanie w odpowiedniej temperaturze. Dzięki takiemu procesowi uzyskuje się poprawę sprężystości materiału, a także większą trwałość elementu. Podczas obróbki cieplnej istotne jest, aby powierzchnia sprężyny nie została odwęglona oraz nie posiadała uszkodzeń lub wad. Materiały na sprężyny mogą być również bardziej odporne na powstawanie pęknięć na elementach sprężystych dzięki śrutowaniu sprężyn za pomocą kulek stalowych o małych średnicach.